# Nicolas Bertin (Maler)

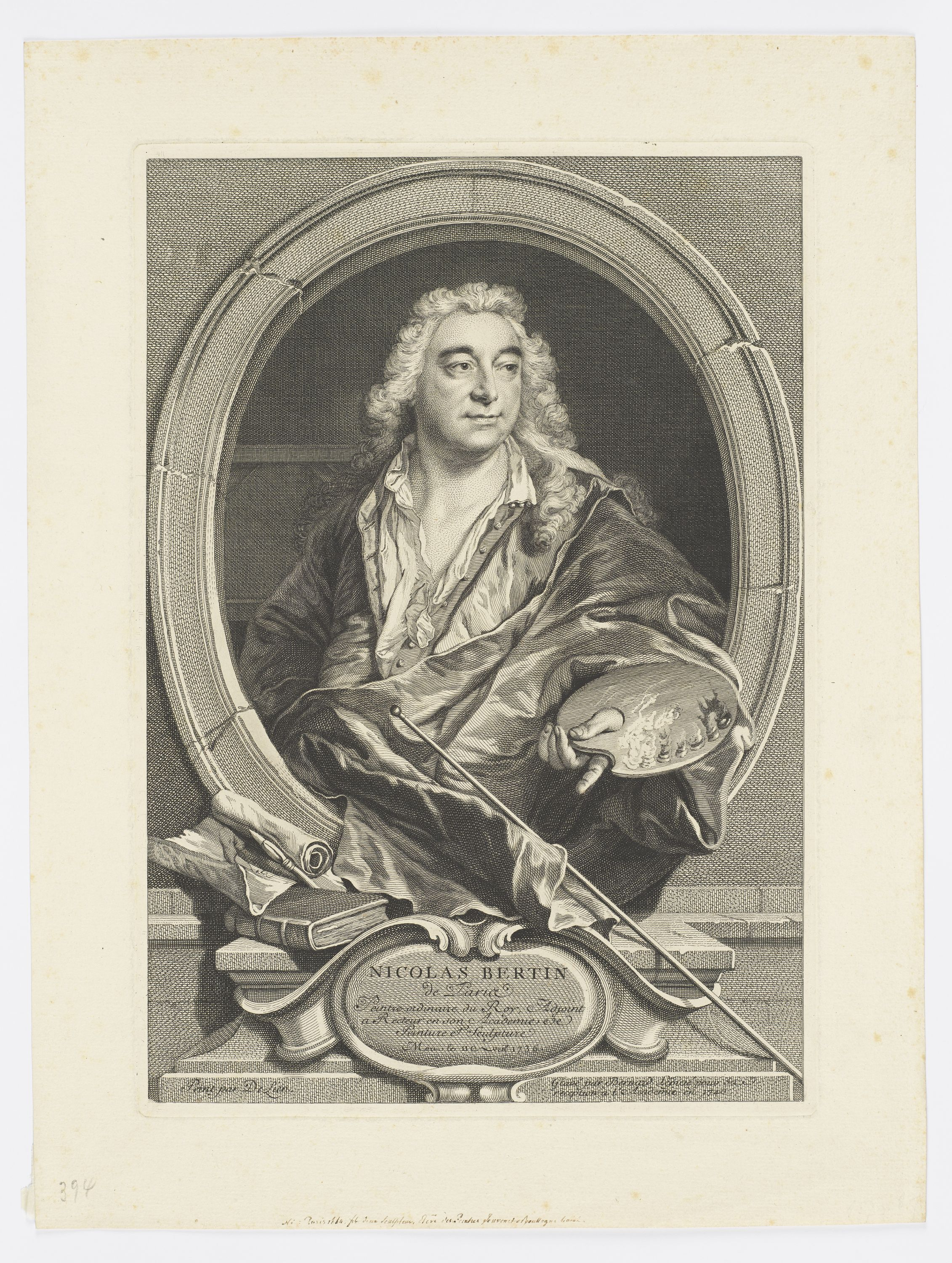
Nicolas Bertin, Kupferstich von François Bernard Lépicié, 1740

Nicolas Bertin (* 1667 in Paris; † 11. April 1736 ebenda) war ein französischer Zeichner, Innenarchitekt und Historienmaler.

## Leben und Werk

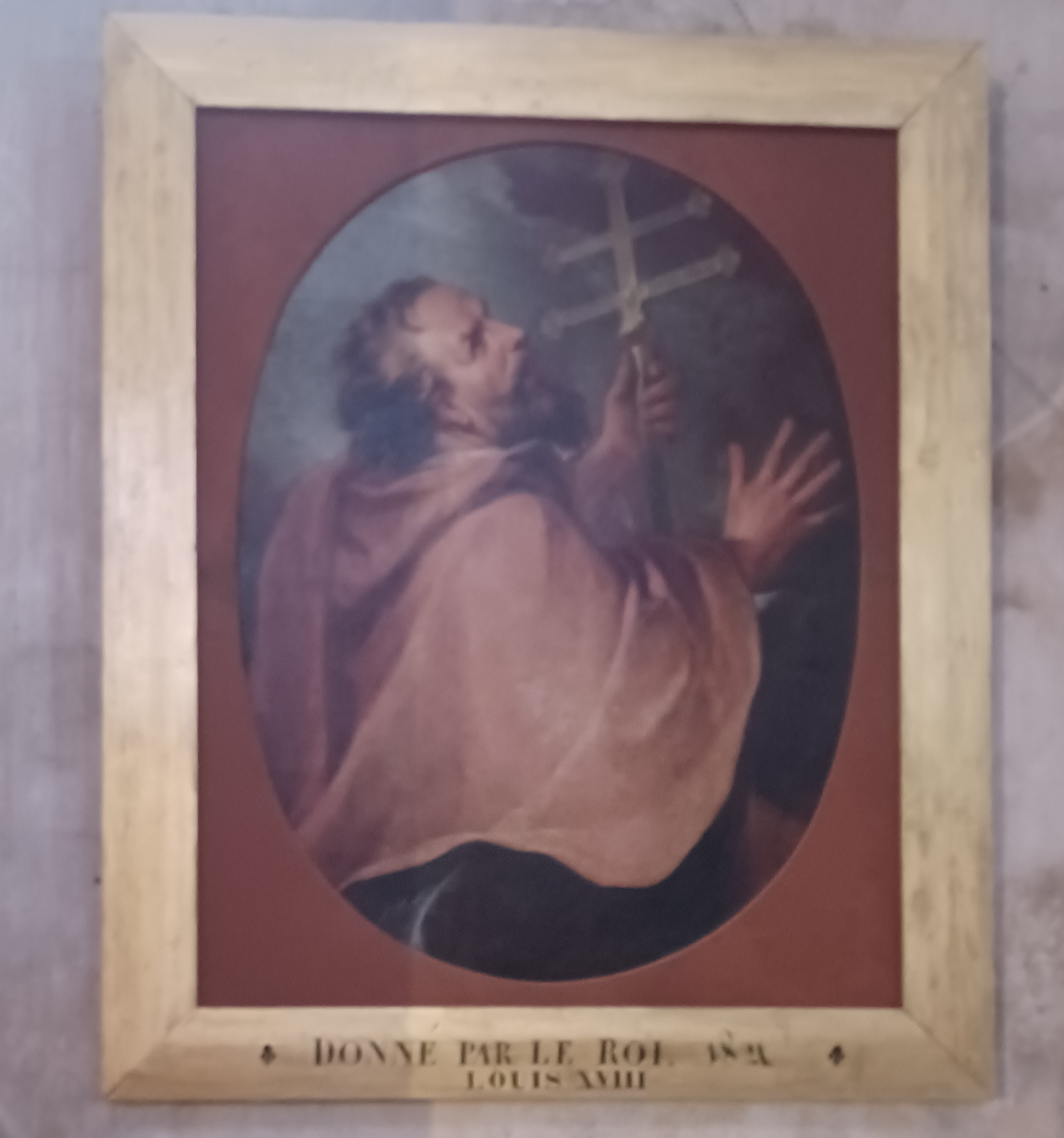
Saint Gregoire de Naziance in der Kathedrale von Bazas

Nicolas Bertins Vater war Bildhauer und einer seiner Brüder folgte diesem Wirken. Offensichtlich war Nicolas’ Talent so groß, dass er mit nur achtzehn Jahren mit seinem Werk Bau der Arche Noah den ersten Preis des Prix de Rome für Malerei gewann. Mit dem Preisgeld hatte er Gelegenheit, nach Italien zu reisen und seine Veranlagung an den großen Meistern weiter zu schulen, die Rom, Florenz und die Lombardei berühmt gemacht hatten. Er wird zum Ende des Jahres 1685 in Rom angekommen sein und hielt sich dort für etwas mehr als drei Jahre auf. Hervorzuheben ist sein Interesse für die Maler der Raffael- und Carracci-Dynastien sowie für Correggio.
In Rom engagierte er sich als Studentenführer gegen die Lehrmethoden der Akademie. Eine Affäre mit einer römischen Adligen endete erfolglos und er verließ Rom deshalb früher als geplant.
Nach einem kurzen Aufenthalt in Lyon kehrte er nach Paris zurück und wurde von der Académie royale de peinture et de sculpture aufgenommen. Er untermauerte den Ruf, den er sich erworben hatte, mit Werken, bei denen man eine starke, angenehme und vollendete Art bemerkt.
Bertin war zunächst Schüler von Guy-Louis Vernansal, später von Jean Jouvenet, Louis de Boullogne, Charles Le Brun und hatte selbst Aignan-Thomas Desfriches und Louis Tocqué als Schüler.

## Sammlungsgeschichte
Bis in die 1980er Jahre waren nur wenige Gemälde von Bertin bekannt und öffentlich ausgestellt. 1981 erschien erstmals eine Biografie von Thierry Lefranqois über Bertin, welche das Œuevre umfassend illustriert. Zu jener Zeit beschaffte der Louvre in Paris das heute zu den Hauptwerken des Künstlers zählende Phaeton conduisant le char du soleil, étonnante toile claire. Werktitel und Farbgebung stehen laut Lefranqois beispielhaft für die Öffnung und das Interesse an diesem damals fast vergessenen Maler.
Unter dem recht umfangreichen Werk Bertins finden sich nur wenige religiöse Motive. Lefranqois zählt die Taufe der Königin Candace, das aus der ehemaligen Abtei Saint-Germain-des-Prés stammt und das er als das bedeutendste nennt, ferner zwei Gemälde aus Saint-Michel in Dijon sowie eine Gruppe von vier Gemälden, die von Bury stammen.
Ferner gibt es eine Zeichnung im Museum of Fine Arts, Houston, welche die Decke der Schlosskapelle von Plessis-Saint-Père darstellt, sowie eine Skizze der Decke des Badesaals im Pavillon von Badenburg in Nymphenburg von 1719. Diese stellt die einzige noch erhaltene Dekoration dieser Epoche dar. Beim Besuch Bertins drei Jahre zuvor hatte er dem „Blauen Kurfürsten“ Max Emmanuel II. vier Gemälde überlassen, die als Türfriese des Großen kurfürstlichen Wohnung in Nymphenburg dienten. Heute gehören sie zum Sammlungsgegenstand der Alten Pinakothek. Der Kurfürst von Bayern versuchte, ihn mit einer beträchtlichen Pension an seinem Hof zu halten. Bertin aber war zu sehr an Paris gebunden, als dass er längere Zeit im Ausland leben wollte.
Neben dem Bayrischen Hof hatte Bertin auch enge Beziehungen zum Hof von Sachsen. Zwei seiner Gemälde befanden sich zwischen 1722 und 1728 in der Sammlung von Kurfürst August dem Starken: Le gland et la citrouille („Der Mann mit dem Kürbis“) nach Jean de La Fontaines 173. Fabel sowie L’ours et l’amateur de jardin („Der Gartenliebhaber mit einem Bär, seinem Gesellschafter“), das von der 152. Fabel von Lafontaine inspiriert ist.
Auch wenn bisher keinerlei Studien über den Einfluss französischer Kultur am sächsisch-polnischen Hof vorliegen, dürfte dieser jedoch größer gewesen sein als jener aus Italien. Dies gilt nach Ansicht der Historikerin Katrin Kellers auch für andere Fürstenhöfe. Mitteleuropäische Herrscher standen zu dieser Zeit ganz unter dem Einfluss von Versailles und dem prunkvollen Aufgebot des Sonnenkönigs Ludwig XIV.

## Werke (Auswahl)
- Saint Philippe baptisant l’eunuque de Candace, 1718 – Louvre
- Hercule délivrant Prométhée – Museu de Belas Artes de Rouen
- Construction de l’arche de Noé, 1685
- La Lapidation de saint Étienne – Museu Henri-Dupuis de Saint-Omer
- Moïse et les filles de Jethro – Museu Sandelin de Saint-Omer
- Moïse et les filles de Jethro, 2ª versão – Museu Lambinet de Versailles
- La Résurrection de Lazare, 1720 – Museu Lambinet de Versailles
- Phaeton conduisant le char du Soleil, 1720 – Louvre
- Vertumne et Pomone, 1706 – Museu Nacional do Castelo e do Trianon de Versalles
- Le Triomphe de David – Museu de Belas Artes de Lille

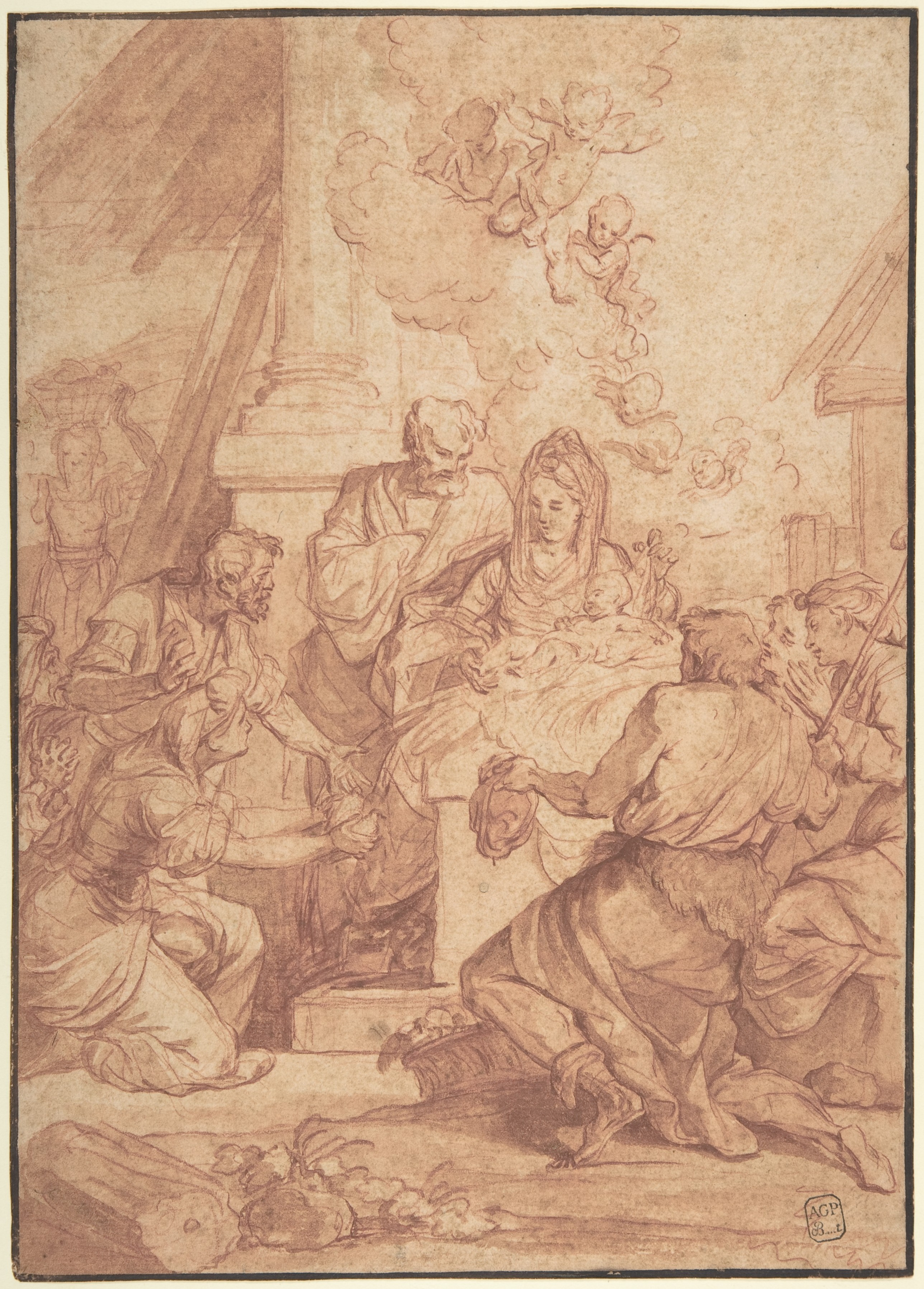
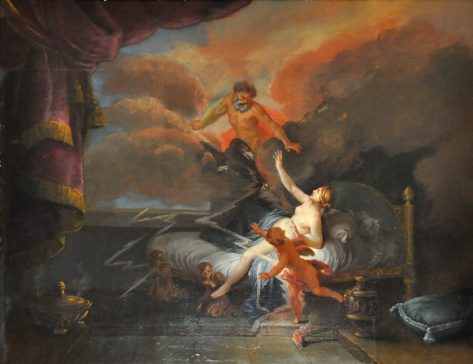
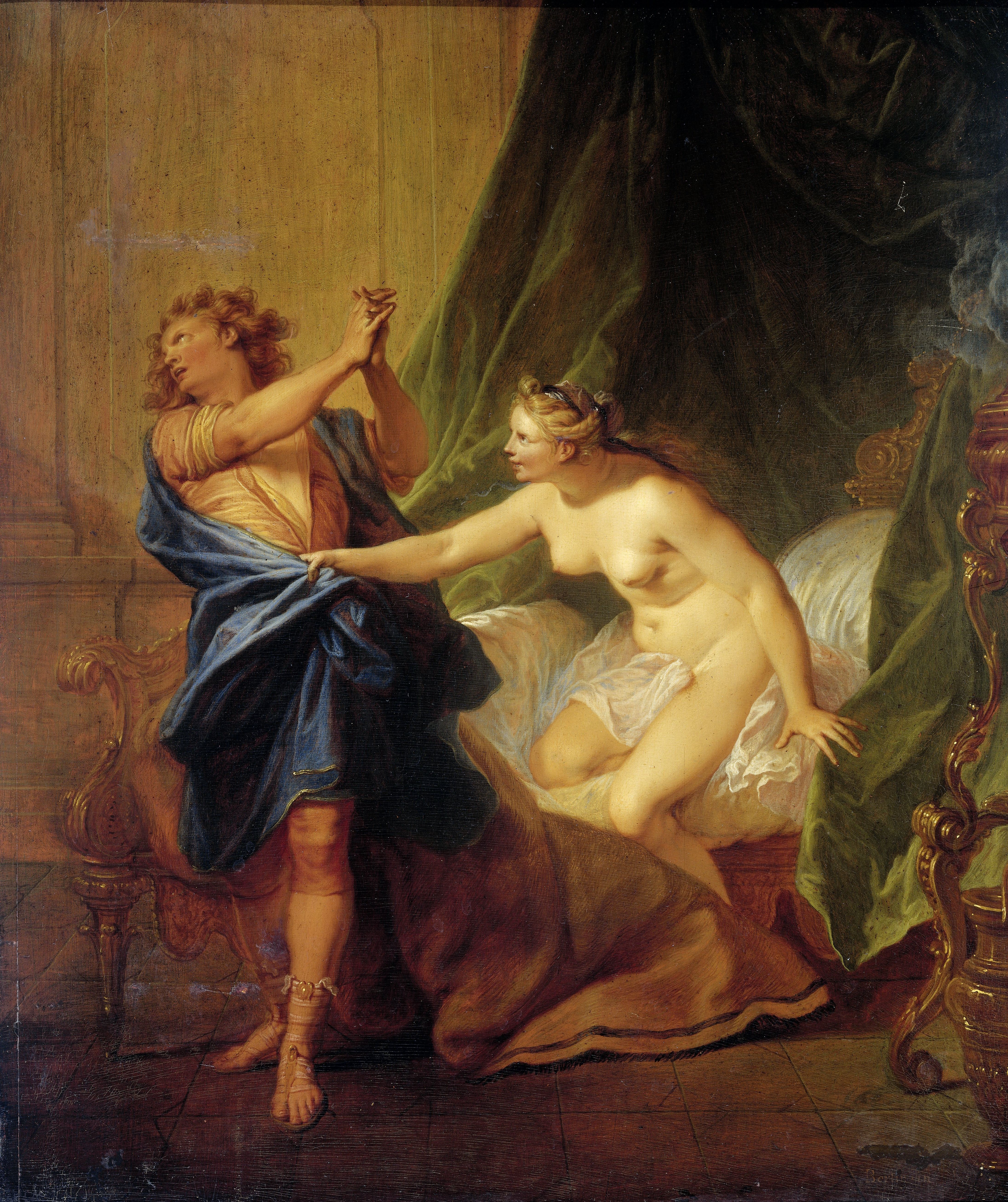
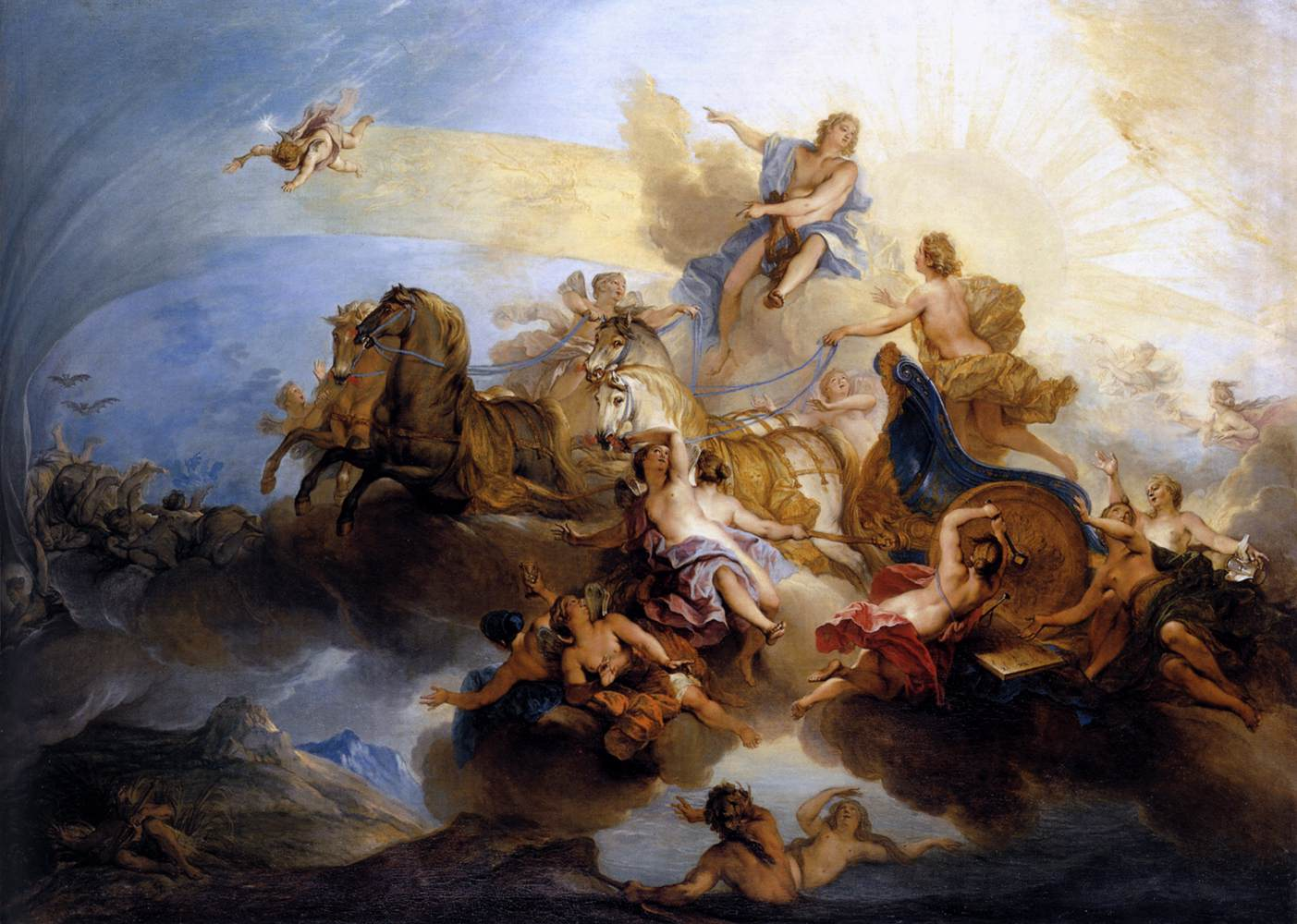
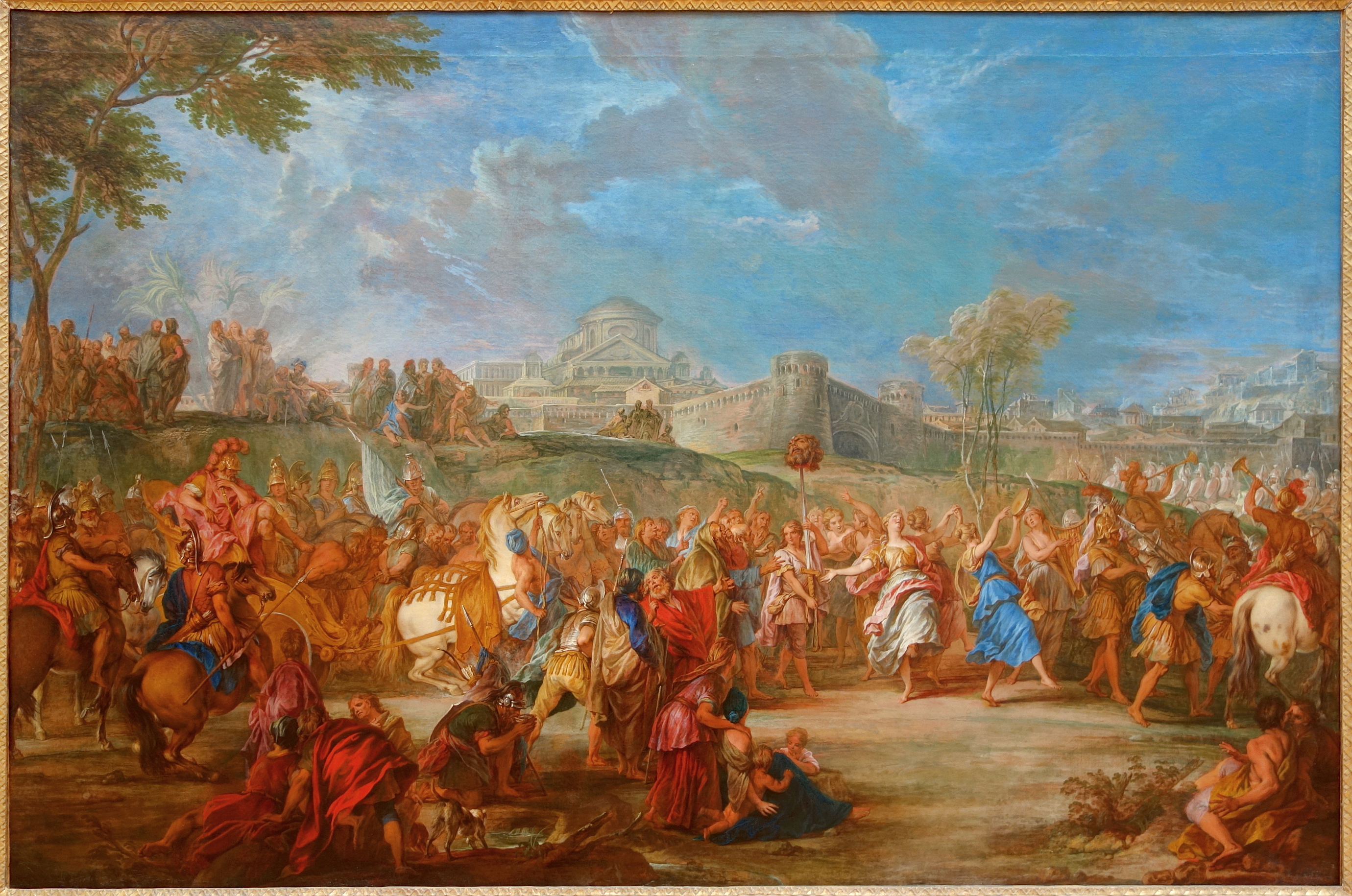
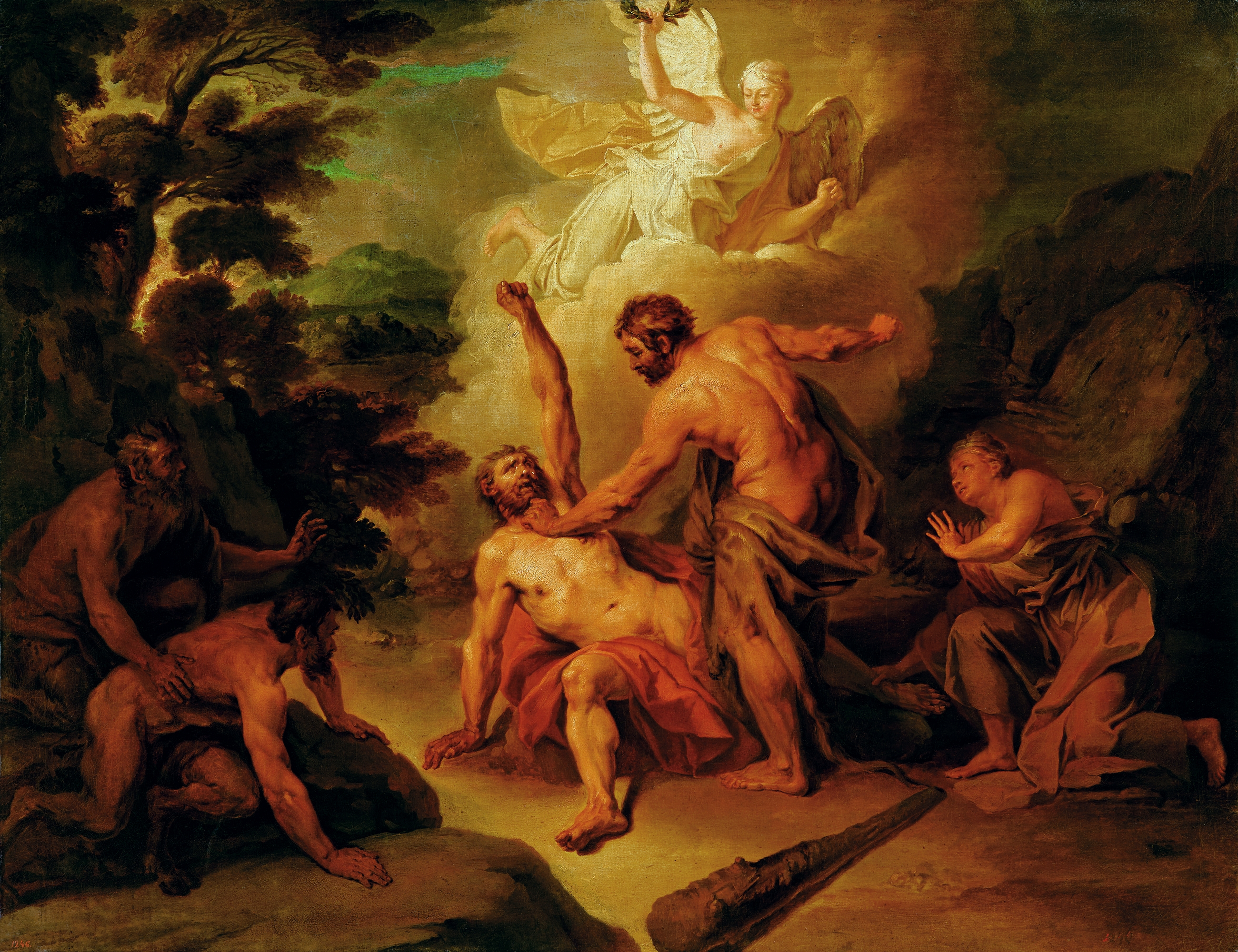